# Garrevaques
Garrevaques é uma comuna francesa na região administrativa da Occitânia, no departamento de Tarn. Estende-se por uma área de 6.86 km², e possui 400 habitantes, segundo o censo de 2018, com uma densidade de 58 hab/km².